# Aa (Dieze)
Aa je rijeka u Nizozemskoj. Izvire u blizini Nederweerta u jugoistočnoj pokrajini Limburg, u regiji Peel. Teče sjeverozapadno kroz pokrajinu Sjeverni Brabant prema 's-Hertogenboschu, otprilike duž kanala Zuid-Willemsvaart. U 's-Hertogenboschu, na sutoku Aa s Dommelom, nastaje rijeka Dieze, koja se ulijeva u Meuse  nekoliko kilometara dalje. Glavni gradovi i mjesta duž toka Aa su Asten, Helmond, Veghel i 's-Hertogenbosch.

## Povijest

### Stari Aa bio je plovan
Sadašnji Aa nije tako važan kao nekadašnja rijeka. To je zbog Zuid-Willemsvaarta, koji je iskopan u slijevu rijeke Aa od 1823. do 1826. godine. Kanal upija velik dio vode koja bi inače tekla u Aa. Zuid-Willemsvaart je u početku iskopan kako bi bio mnogo širi od Aa, ali od tada su njegova širina i dubina ubrzane, uzimajući sve više vode iz Aa. Uloga Aa u povijesti može se razumjeti samo ako se uzme u obzir njegovo prijašnje stanje.
U 1760-ima Aa je bio plovan do mosta Erp, oko 25 km od 's-Hertogenboscha. Godine 1839. još uvijek je bio plovan do prevodnice Erp. Također postoje izvještaji da bi teglenice koje se pokreću motkama i mali čamci mogli ploviti rijekom do Koksa, sjeverno od Gemerta, oko 30 km od 's-Hertogenboscha. Sve ovo zapravo može upućivati na isto mjesto. U svakom slučaju, u blizini Koksehoeve u Koksu, Gemert, postojala je luka za teglenice za i iz 's-Hertogenbosch, a ta je aktivnost završila tek nakon što je iskopan Zuid-Willemsvaart. To objašnjava zašto je dvorac Heeswijk na Aa, oko 10 km od 's-Hertogenboscha, bio je takav strateški položaj za obranu 's-Hertogenboscha od Nizozemske Republike.

### Planovi za kopanje kanala
Godine 1625. napravljeni su planovi da se Aa učini plovnom od mlina Stipdonk u Lieropu, južno od Helmonda do 's-Hertogenboscha. Ideja je bila da se treset i ogrjevno drvo iz Peela mogu jeftinije premjestiti u 's-Hertogenbosch. Godine 1626. sklopljeni su sporazumi s općinama duž rijeke, a 1627. i 1628. prevodnice su ažurirane, a Aa je na nekim mjestima doveden do dubine.  Osvajanje 's-Hertogenboscha od strane Nizozemske Republike 1629. poništilo je ovaj razvoj.
Kad je 1795. osnovana Batavijska republika, ovi su planovi ponovno razmatrani. Prvi plan imao je za cilj učiniti Aa plovnim do Veghela. U lipnju 1806. zapravo su započeli radovi na produbljivanju Aa i kopanju nekih prečaca. Tijekom radova pronađeni su rimski novčići na dubini od dva metra i četiri inča ispod prethodnog sloja. Do 1809. izgradnja brava za postizanje Veghelovog plana procijenjena je na 68 000 guldena. Dana 16. ožujka 1810. Sjeverni Brabant je pripojen Francuskoj. Na kraju, ovi planovi da se Aa učini plovnim nisu doveli do značajnog rezultata.
Planovi za Zuid-Willemsvaart napravljeni su za sliv rijeke Aa. Međutim, ideja je bila potpuno drugačija. Prethodni planovi imali su za cilj razvoj gospodarstva Brabanta. Planovi za Zuid-Willemsvaart željeli su poboljšati komunikaciju između Liègea i nizozemskih gradova.

### Noviji razvoj događaja
Nakon što je Zuid-Willemsvaart iskopan, industrijski pristup vađenju treseta započeo je u visokoj močvari Peel 1853. godine. Posljedica toga je da su oborine koje je prethodno zadržavala uzdignuta močvara počele teći nizvodno sa sve manjim kašnjenjem. To je značilo da Aa mora obraditi mnogo više vode. Stoga su 1927.-1929. prokopana dva kanala oko Helmonda i povezana sa Zuid-Willemsvaartom, kako bi se stanje vode u Peelu moglo poboljšati. To nije bilo dovoljno, pa je Aa normaliziran od 1934. do 1951., odnosno bio je kanaliziran.

### Najnoviji razvoj događaja
Godine 1995. jake kiše uzvodno uzrokovale su da je autocesta A2 u blizini 's-Hertogenboscha bila dva tjedna poplavljena. Osim toga, bilo je strahova da će biti potrebna masovna evakuacija. Jedan od uzroka bila je politika koja je bila usmjerena na što brže uklanjanje viška vode i povjerenje u tehničke mjere za rješavanje svih problema. Događaji iz 1995. promijenili su ovu politiku i stvorili fokus za područja prelijevanja, meandriranja i obnovu potoka i potoka. Cilj je spriječiti poplave usporavanjem odvodnje i privremenim skladištenjem viška vode u područjima izlijevanja.
Za Aa je to značilo da su mnoga poboljšanja za plovnost ili povećanje brzine kojom ispušta vodu nizvodno morala biti poništena. Ovo je koordinirano u projektu 'Dynamisch Beekdal' (na nizozemskom za dinamičnu dolinu potoka), koji se provodio od 2002. do 2017. godine. Projekt je napravio rigorozne promjene u Aa od dvorca Heeswijk do 's-Hertogenbosch. Kombinirao je sigurnosne mjere s mjerama za obnovu ekologije rijeke.
U međuvremenu, novi kanal Máxima, otvoren 2014., prokopan je ravno kroz korito rijeke Aa. Aa se vodio ispod njega, pa je tako završila sva plovidba Aa istočno od kanala Maxima. U svjetlu intenziteta rekreacijskog vodenog prometa na Aa u 's-Hertogenboschu, ovo je vjerojatno prednost.

## Tok rijeke

### U blizini Heeswijka
Heeswijk dionica Aa traje oko 5 km od mlina Kilsdonk do dvorca Heeswijk. Trenutno se radi na stvaranju ekološke povezne zone i obnovi rijeke Aa. Mlin Kilsdonk prilično je jedinstvena kombinacija vjetrenjače i vodenice.

### Od dvorca Heeswijk do kanala Maxima
Dio rijeke Aa nizvodno od dvorca Heeswijk do kanala Maxima karakteriziraju učinci projekta Dynamisch Beekdal. U gotovo neprekidnom pojasu od oko 200 m širine, Aa danas vijuga kroz kopno, uglavnom u izvornom koritu. Prisutni su i odsječeni meandri. Nešto nizvodno od dvorca, potok Leijgraaf spaja se s Aa. Neposredno prije kanala Maxima novi ogranak Aa, Rosmalense Aa odvaja se od Aa i teče duž kanala Maxima do Meuse.
Na tri mjesta nasipi se sada nalaze na određenoj udaljenosti od rijeke. Ova mjesta mogu primiti više od milijun m 3 vode u slučaju nužde. Postoje neki mostovi isključivo za bicikliste i pješake. Nisu napravljene ceste uz Aa, tako da turistima koji hodaju uz vodu ne smetaju vozači na kotačima. Vožnja kanuom sada je glavna rekreacijska aktivnost na Aa.
Ova dionica također ima neke kulturne atrakcije. Prije svega dvorac Heeswijk, koji je najpoznatiji dvorac u Sjevernom Brabantu. Njegov položaj na rijeci Aa, uzvodno od 's-Hertogenbosch-a, objašnjava zašto je bio toliko važan tako dugo vremena. Na spoju Aa je zgrada koja je ostala od srednjovjekovnog mlina Ter Steen. Dalje nizvodno nalaze se ruševine dvorca Seldensate, koji se često naziva i dvorcem. Ima kasnosrednjovjekovnu kapiju, a ruševine su otvorene za posjetitelje.
Gaz preko rijeke Aa nalazio se sjeverno od dvorca Seldensate. 2017. u blizini na većem području pronađeni su mnogi rimski novčići male vrijednosti. To je omogućilo arheolozima da zaključe da je gad prikazan na karti iz 1832. već postojao u rimsko doba. Novčići su protumačeni kao zavjetni darovi povezani s prelaskom Aa. Sjeverno od gaza vidljivi su neki fragmenti temelja Kasteel ter Aa (Dvorac na Aa). Dvorac Ter Aa također je bio više dvorac nego obrambena građevina.

### U 's-Hertogenboschu
Istočno od 's-Hertogenbosch-a, Aa se susreće s kanalom Maxima. Ne prolazi kroz kanal, već se vodi kroz cijevi koje prolaze ispod njega. Na taj način nije uhvaćen u tok Zuid-Willemsvaarta, koji je reguliran prevodnicama. Aa zatim nastavlja ispod mosta autoputa A2. U 's-Hertogenboschu, Aa je široki kanal koji vodi ravno do centra grada. Nakon što stigne do središta grada, Aa teče duž sjevernih gradskih zidina da bi se spojila s Dommelom zapadno od Citadele 's-Hertogenbosch. Nakon toga nastavljaju zajedno kao Dieze.
U 's-Hertogenboschu mnogi entuzijasti veslanja koriste Aa. Uokolo ima i mnogo rekreacijskih čamaca. Ribiči i kupači redovito se nalaze na Aa. Uz obalu ima nekoliko rekreacijskih biciklističkih staza s prilično velikim brojem prepreka koje sprječavaju skutere. Unutar grada neke kulturne atrakcije nalaze se izravno na Aa. Ističe se citadela iz ranog sedamnaestog stoljeća. Gradske zidine istočno od njega obrubljene su skromnim stambenim objektima. Dalje prema istoku Hinthamereinde ima gradsku stranu luneta Muntelbolwerka i vrlo dekorativan vodotoranj iz devetnaestog stoljeća. Pastor Bartenbrug sada je prilično skroman most. Prethodni pokušaj (ponovne) izgradnje mosta na ovom mjestu bio je izniman inženjerski promašaj 2012.–2013.

## Ekologija
Duž poteza od dvorca Heeswijk do 's-Hertogenbosch projekt Dynamisch Beekdal obnovio je veći dio ekološke vrijednosti Aa. Ekološki procesi tipični za potoke, poput erozije obale, stvaranja plićaka i lokalnih brzih strujanja, eliminirani su kanaliziranjem. Kao posljedica toga, sadržaj kisika u vodi, obalama i dnu rijeke smanjio se u kvaliteti. Projekt je obnovio mnoge od tih ekoloških procesa.
Za morski život, projekt je stvorio riblje ljestve na nekim mjestima gdje se prirodna situacija nije mogla obnoviti. To je bilo važno jer su se tipične potočne ribe smanjile, pa čak i nestale, a zamijenile su ih grgeč i plotica. Kao posljedica projekta, ekološka raznolikost riba u Aa doista je obnovljena do 2019. Volonteri Ravona tada su pronašli 15 vrsta riba, među tim tipičnim potočnim vrstama kao što su ukljeva, vijun i gudija. Pronalaženje europskog klena, koji je bio izumro na lokalnoj razini, bio je konačna potvrda projekta.
Iznad vode povećana je brojnost močvarne kaljužice i daždevnjaka riturus cristatus. Što se tiče insekata, vretenca se mogu vidjeti u velikom broju. Profitirali su i obalčari i vodencvjetokrilaši. Pronalazak ličinki tulara bio je vrhunac uspjeha projekta. Što se tiče ptica, postoji nada da će profitirati vodomar, bregunica, trstenjak mlakar i slavuj.

## Reference
- Aa, van der, A.J. 1839. Aardrijkskundig Woordenboek der Nederlanden: A, Volume 1 (nizozemski). Jacobus Noorduyn, Gorinchem. str. 2
- Bachiene, W.A. 1767. Beschryving der Vereenigde Nederlanden (nizozemski). Van Esveld en Holtrop, Amsterdam
- Claes, Liesbeth. 2019. Een Romeinse muntvondst bij de Aa (nizozemski). Brabants Erfgoed
- Heurn, J.H. 1776. Historie der stad en Meyerye van 's-Hertogenbosch (nizozemski)
- Stuurman, R.J. 2003. De historische verbreiding van inundatiegebieden in de provincie Noord-Brabant (nizozemski). Nederlands Instituut voor Toegepaste Geowetenschappen

## Vanjske poveznice
|  | Zajednički poslužitelj ima još gradiva o temi Aa (Dieze) |

- An illustrated map of the Dynamisch Beekdal project